# Nans Peters

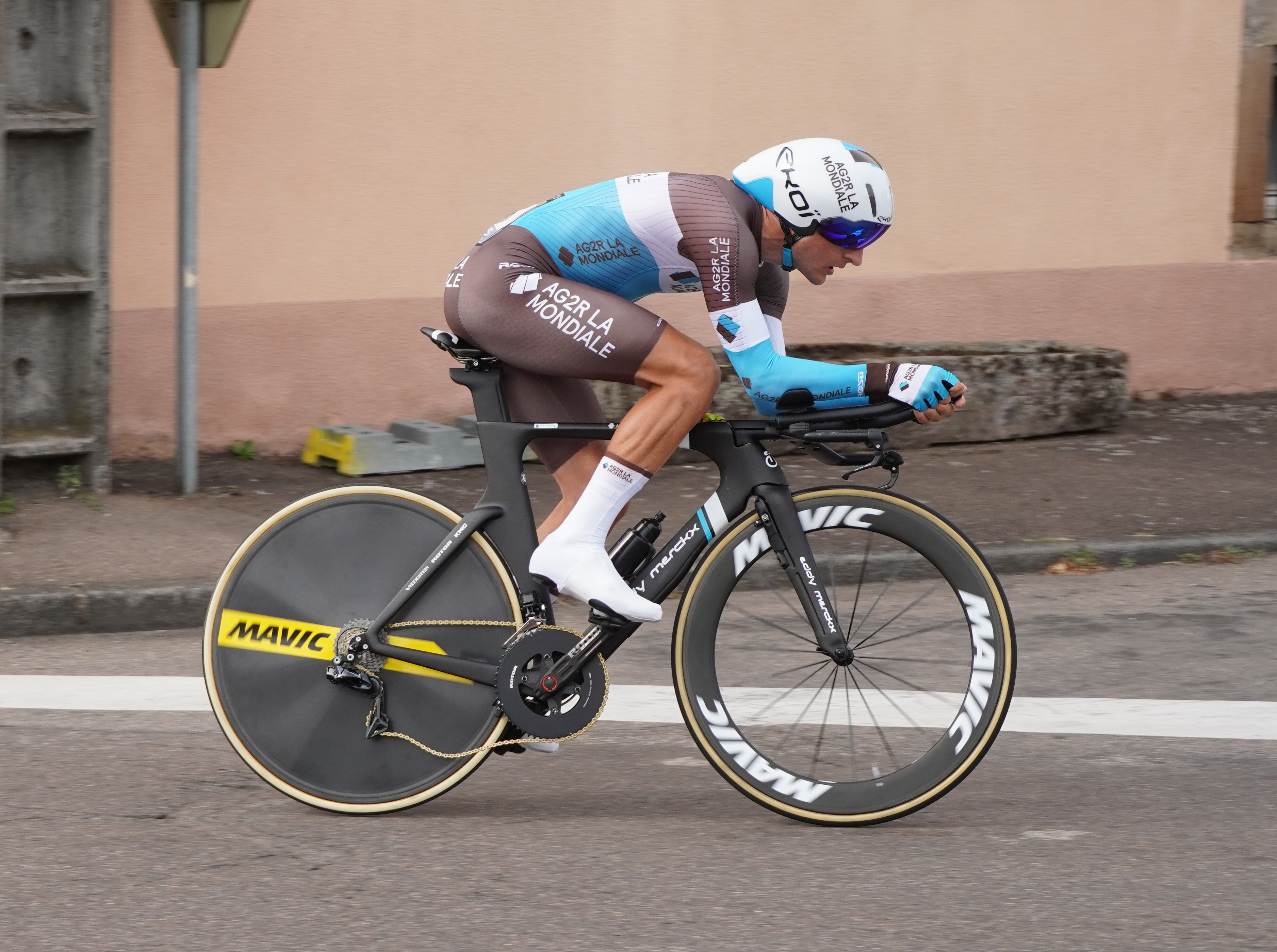
Nans Peters bei der 20. Etappe der Tour de France 2020

Nans Peters (* 12. März 1994 in Grenoble) ist ein französischer Radrennfahrer.

## Sportliche Laufbahn
Peters gewann im Jahr 2015 die Bronzemedaille bei den französischen U23-Meisterschaften im Einzelzeitfahren.
Zur Saison 2017 schloss er sich dem UCI WorldTeam Ag2r La Mondiale an, für das er mit der Vuelta a España 2018 seine erste Grand Tour bestritt und als 72. der Gesamtwertung beendete. Im Jahr 2019 gewann er als Solist die bergige 17. Etappe des Giro d’Italia. Ebenfalls als Solist gewann er bei der Tour de France 2020  die 8. Etappe in den Pyrenäen.

## Trivia
Seinen ungewöhnlichen Vornamen erhielt Peters von seiner Mutter nach der in den 1970er Jahren in Frankreich populären Fernsehserie Nans le berger (Nans der Hirte). Nans ist die provençalische Form des Vornamens Jean. Aufgewachsen ist er in Le Monestier-du-Percy. Wegen seiner ausgeprägten Augenbrauen hat er im Team den Spitznamen Le Pingouin.

## Erfolge
2012
- Gesamtwertung  Tour du Valmorey
- Gesamtwertung und eine Etappe Ronde des Vallées

2019
- eine Etappe Giro d’Italia

2020
- eine Etappe Tour de France

2023
- Trofeo Laigueglia

## Grand-Tour-Platzierungen
| Grand Tour            | 2018 | 2019 | 2020 | 2021 | 2022 | 2023 | 2024 |
| --------------------- | ---- | ---- | ---- | ---- | ---- | ---- | ---- |
| Giro d’ItaliaGiro     | –    | 61   | –    | –    | 58   | –    | –    |
| Tour de FranceTour    | –    | –    | 65   | DNF  | –    | 73   | 76   |
| Vuelta a EspañaVuelta | 72   | –    | 36   | –    | 61   | –    | –    |